# Bank Gothic
Bank Gothic is een schreefloos lettertype uit 1930, ontworpen door Morris Fuller Benton voor lettergieterij American Type Founders.
Oorspronkelijk een lettertype bestaande enkel uit hoofdletters en kleinkapitalen. De normaliter geronde vormen van de C, G, O, P, Q, R en U zijn vierkant met ronde hoeken. Die stijlinvloed is geweest in een tijdperk waarin geometrische ontwerpelementen van Bauhaus een grote rol speelde. Nog steeds wordt dit lettertype gebruikt in advertenties en logo’s.
Bij letteruitgeverij Ludlow werd in 1939 exact hetzelfde lettertype uitgegeven met de naam "Commerce Gothic".